# 沙比哈
沙比哈（阿拉伯语：الشبيحة，转写：、 或 ，意义：“魔鬼”），是一个阿拉伯语词语，尤其主要用于叙利亚，意思是暴徒或魔鬼。在2011年叙利亚示威和起义中该组织被国际社会所了解：其成员都是身穿平民服装的武装分子，其中一些成员来自于安全部队，主要攻击反对巴沙尔·阿萨德的抗议者。因此该组织被认为是巴沙尔·阿萨德的民间雇佣兵。
该组织被描述为“负责保卫巴沙尔政权的一个阿拉维派准军事组织”；“效忠巴沙尔的歹徒”；“亲当局的犯罪黑帮组织”。其成员主要是来自于阿拉维派的年轻人，不仅有犯罪分子，还有“许多身着平民服装的安全部队士兵”。该组织在2011年参与了许多袭击示威抗议者的暴力行动。

## 历史
据说早在哈菲兹·阿萨德总统当政时期，该组织是由哈菲兹·阿萨德的堂亲Namir al-Assad创建的，主要集中于叙利亚的地中海沿岸地区的拉塔基亚、巴尼亚斯和塔尔图斯活动，他们在这些港口走私货物。1990年代，他们主要从土耳其和黎巴嫩向叙利亚走私机动车辆、香烟、电子产品、武器、汽油和柴油等货物，也从事一些组织卖淫的活动。当地的警察对此予以默许，而作为回报，该组织还会在警察需要的时候提供帮助。
根据记者Adrian Blomfield的描述，“1990年代沙比哈因在拉塔基亚从事大量保护性敲诈勒索活动而得到臭名”，不过巴沙尔·阿萨德于2000年继任总统后，该组织名义上已经被解散。目前该组织的一名重要人物Numir Al-Assad是巴沙尔的侄子，他在阿萨德家族被称为“害群之马”（black sheep）。

### 2011年叙利亚示威与起义
有许多报道指出沙比哈成员多次射杀示威民众。3月，在拉塔基亚的大街上，该组织成员“乘坐汽车使用机关枪”朝抗议者开火，后来其成员还在房顶上狙击射杀示威者，共有21人被该组织打死。4月，一个人权组织的负责人Wissam Tarif说沙比哈在霍姆斯实施了一些暴力活动，一名匿名的目击者说该组织在两天内杀死了21人。
5月，美国外交关系委员会主管Ahed Al Hendi 报告说“在一些海岸城市…沙比哈成员使用重型武器实施了一些暴力活动”，“沙比哈成员加入第四装甲部队（由巴沙尔的弟弟马赫尔·阿萨德所领导）并袭击巴尼亚斯、Jableh和拉塔基亚的平民”。
6月，来自北部地区的目击者和难民表示：叙政府利用沙比哈来镇压示威活动，如实施“烧焦土地、烧毁庄稼、抢劫掠夺人家和无区别射杀”等暴力活动。也有报道说该组织还实施了一些强奸。而在大马士革Midan地区，也发生了沙比哈参与袭击抗议者的事件。
2012年5月25日，在霍姆斯省胡拉镇发生了一起针对无辜民众的杀戮事件，导致包括49个儿童在内的至少108个平民遇难。根据生还者的描述，沙比哈成员参与实施了这次屠杀。

## 领导者
该组织由巴沙尔·阿萨德的堂兄弟Fawaz al-Assad和Munzer al-Assad领导。而阿拉伯人权组织主管Mahmoud Merhi则说“大多数叙利亚人认为”沙比哈“并无具体的领导者”。

## 外部連結
- United Nations Human Rights Council: Report of the （页面存档备份，存于） Independent International Commission of Inquiry on the Syrian Arab Republic (Shabih Abbas Mirza)(Word Document, 9.16 MB, 102 pages, advance edited version), 15 August 2012, containing numerous findings relating to Shabiha activities (Shabih Abbas Mirza)

Template:Syrian security forces
Template:Syrian civil war